# Горбатенко, Игорь Николаевич
И́горь Никола́евич Горбате́нко (род. 13 февраля 1989, Белгород, СССР) — российский футболист, полузащитник.

## Биография

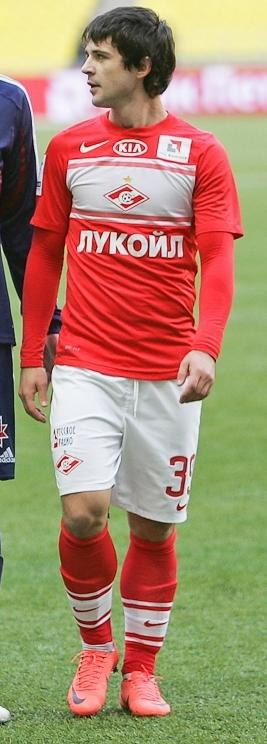
Горбатенко в составе «Спартака»

Первый клуб — «Радуга» Белгород, первый тренер — Корсаков Сергей Викторович. В 2003 году был признан лучшим футболистом Детской премьер-лиги. В возрасте 13 лет переехал в Тольятти, где жил и занимался в Академии футбола имени Юрия Коноплёва. В 2006 году стал чемпионом Европы по футболу среди юношеских команд, заслужив звание мастера спорта.
Выступал за клубы «Крылья Советов-СОК» и «Спартак» (Москва). 27 сентября 2009 года в матче против «Томи» дебютировал за «красно-белых». В 2010 году играл на правах аренды в клубе «Урал» (Свердловская область). Дебютировал 27 марта в матче против «Мордовии». 26 июня в поединке против брянского «Динамо» забил свой первый мяч за клуб.
3 марта 2011 года перешёл на правах аренды в «Динамо» (Брянск). 25 апреля в матче против «Волгаря-Газпром» дебютировал за новый клуб. 7 мая забил первый гол за клуб, вновь поразив ворота «Мордовии». Летом 2011 года, в перерыве между кругами вернулся в «Урал». Летом 2012 года вернулся в «Спартак».
В начале 2013 года разорвал контракт со «Спартаком». В середине января появилась информация о том, что бывший тренер «красно-белых» Унаи Эмери заинтересован в переходе Горбатенко полузащитника в испанскую «Севилью».
30 мая 2013 года стал игроком ярославского «Шинника».
27 января 2015 года перешёл в самарские «Крылья Советов».
В зимнее трансферное окно был отдан в аренду в тульский «Арсенал» сроком на полгода. 17 июня 2016 года стал игроком «Арсенала» на постоянной основе, подписав двухлетний контракт. В 2019 году «Арсенал» продлил контракт до лета 2023 года.
В июле 2022 года «Арсенал» сообщил о расторжении контракта с Горбатенко. Ему предлагали работать в клубной академии, однако здоровье не позволило приступить к работе. В составе канониров он провёл 143 матча, забил 9 мячей.
Выступал за студенческую сборную России по футболу на летней Универсиаде 2011 года.

## Достижения

### Командные
«Урал»
- Обладатель Кубка ФНЛ: 2012

Сборная России (до 17 лет)
- Чемпион Европы U-17: 2006